# Sphaeradenia angustifolia
Sphaeradenia angustifolia är en enhjärtbladig växtart som först beskrevs av Hipólito Ruiz López och Pav., och fick sitt nu gällande namn av Gunnar Wilhelm Harling. Sphaeradenia angustifolia ingår i släktet Sphaeradenia och familjen Cyclanthaceae.
Artens utbredningsområde är Peru. Inga underarter finns listade.